# Neivamyrmex gracilis
Neivamyrmex gracilis é uma espécie de formiga do gênero Neivamyrmex.